# Omphalina foetida
Omphalina foetida är en lavart som först beskrevs av G. Stev., och fick sitt nu gällande namn av E. Horak 1971. Omphalina foetida ingår i släktet Omphalina och familjen Tricholomataceae.   Inga underarter finns listade i Catalogue of Life.